# Лаваль, Гарба
Га́рба Лава́ль (англ. Garba Lawal; 22 мая 1974, Кадуна, Нигерия) — нигерийский футболист, полузащитник. Наиболее успешным периодом его футбольной карьеры стало выступление за нидерландский клуб «Рода».

## Биография

### Клубная карьера
Лаваль родился в нигерийском городе Кадуна. Но футбольная карьера началась гораздо дальше от родного города. В Лагосе играл в местном клубе «Юлиус Бергер». Именно в цветах этой команды в 17 летнем возрасте дебютировал в первой лиге и постепенно стал членом основного состава. В 1995 году переехал в Тунис, где играл за «Эсперанс», в Тунисе завоевал с командой 3 место.
Первым клубом в Европе была нидерландская «Рода», в которую он перешёл в 1996 году. В лиге он дебютировал 15 июля 1997 года в матче «Рода» — «Твенте» (1:3). Всего за «Роду» сыграл 154 матча и забил 20 мячей. Летом 2002 у него закончился контракт с «Родой», и он подписал контракт с одним из самых титулованных клубов Болгарии, «Левски», где играл его соотечественник Джастис Кристофер. Сыграл 15 матчей в сезоне, но закрепиться в составе не смог и, покинув Болгарию, до конца 2003 года оставался без клуба.
Зимой 2004 года некоторые СМИ сообщили информацию, что Гарба якобы подписал контракт с «Коламбус Крю». Но в 2004 году он играл в Швеции за «Эльфсборг», с которым заключил 2-летний контракт. В Аллсвенскан дебютировал 5 апреля в матче с «Эргрюте».
Летом 2004 года играл в «Санта-Кларе», португальском клубе с Азорских островов, выступавшем во второй португальской лиге. Сыграл 16 матчей, но команде это не помогло повыситься в классе.
В 2005 году у Лаваля новый клуб — греческий «Ираклис». Сыграл 21 матч, забил 1 мяч. Играл в матчах Кубка УЕФА против «Вислы» (Краков), но выйти в групповой этап «Ираклис» не смог.
В 2007 году выступал в Китае за «Чанша Гинде», но, проведя всего 3 игры, вернулся в Нигерию, в свой первый клуб «Юлиус Бергер».
В августе 2009 году стал помощником главного тренера нигерийского клуба «Лоби Старз», оставаясь при этом действующим игроком.

### Карьера в сборной
Карьеру в сборной начал с молодёжной команды. В 1996 году играл на Олимпийских играх в Атланте. Там он играл во всех матчах, включая полуфинал с Бразилией (4:2) и финал с Аргентиной (3:2), и выиграл первую в истории золотую медаль среди африканских сборных.
Также играл на чемпионате мира во Франции, на котором прославился голом в ворота испанцев, переломившим ход встречи и смазавшим окончание карьеры Андони Субисарреты. В 2000 году принял участие в Кубке африканских наций в Гане. В том же году играл на Олимпийских играх в Сиднее. В 2002 играл на Кубке наций в Мали. В 2004 году он совершенно неожиданно был приглашён на КАФ в Тунисе, откуда вернулся с бронзовой медалью.

## Достижения
- Золотая медаль на Олимпийских играх (1): 1996
- Обладатель Кубка Нидерландов: 1997, 2000